# 6P62
6P62 (tiếng Nga: 6П62) là loại súng máy hạng nặng có thể tác chiến khi đang cầm do GRAU thiết kế sử dụng đạn 12.7 mm. Trong phạm vi 100 m đạn có thể xuyên 20 mm các loại giáp thép đồng nhất. 6P62 được phát triển để có thể chống lại các phương tiện cơ giới bọc giáp, các loại phương tiện bay thấp hay các mục tiêu là con người mang các loại áo giáp chống đạn hạng nặng trong khoảng cách từ 500 đến 1000 m.

## Thiết kế
Súng có một ống hãm thanh lớn để giảm tối đa tiếng động khi bắn, ống hãm thanh này cũng kiêm luôn chức năng là bộ phận chống giật và chống chớp sáng để thuận tiện cho việc ẩn nấp và tác chiến. Loại súng này có thể gắn trên các phương tiện cơ giới, trực thăng hay được mang đi bởi các lực lượng đặc nhiệm nhất là lực lượng lính dù.
Loại súng có sức mạnh tương tự với loại súng này là HMG Kord nhưng Kord khó có thể tác chiến khi đang cầm một cách chính xác vì độ giật quá mạnh cũng như quá dài và nặng cũng như Kord chỉ có bộ phận chống giật chứ không có ống hãm thanh. 6P62 thì có một bộ phận chống giật được phát triển riêng cho loại súng này, nó cho phép 6P62 có thể tác chiến trong tư thế đứng nhắm dù là sử dụng loại đạn 12.7 mm giống như Kord. Cũng như 6P62 ngắn và nhẹ có tầm bắn ngắn hơn nhưng các viên đạn bắn ra vẫn có động lực và sức công phá ngang với Kord, dù vậy loại súng này sử dụng hộp đạn 14 viên chứ không phải dây đạn. Các đặc điểm này khiến cho khẩu súng thích hợp với lối đánh du kích là đánh và chạy hơn là cố thủ và càn quét như Kord.
Hệ thống nhắm tiêu chuẩn của súng là điểm ruồi có tầm nhắm khoảng 100 đến 1000 m. Súng có thể gắn thêm các hệ thống nhắm khác như ống nhắm hay hệ thống nhìn đêm tùy thuộc vào môi trường tác chiến.